# Scioppius
Caspar Schoppe dit Scioppius (né le 27 mai 1576 à Neumarkt dans le Haut-Palatinat et mort à Padoue le 19 novembre 1649) est un érudit et pamphlétaire catholique allemand.

## Biographie
Il fréquenta plusieurs universités du Saint-Empire. Après sa conversion au catholicisme vers 1599, il se concilia la faveur du pape Clément VIII en s’illustrant par la virulence de ses libelles contre les Protestants. C'est ainsi qu'il se trouva impliqué dans une controverse avec son ancien ami Joseph Juste Scaliger et d’autres auteurs; il s'en prit au roi d'Angleterre Jacques Ier dans son Ecclesiasticus auctoritati Jacobi regis oppositus (1611) ; et son Classicum belli sacri (1619) engageait les princes catholiques à déclarer la guerre aux Protestants.
Vers 1607, Schoppe entra au service de l'archiduc Ferdinand de Styrie, futur empereur Ferdinand II qui, trouvant en lui un homme habile à réfuter les arguments des Protestants, lui confia plusieurs missions diplomatiques. Selon Pierre Bayle, il fut battu et laissé pour mort par des agents anglais à Madrid en 1614. Craignant désormais pour sa sécurité, il quitta le Saint-Empire pour l’Italie en 1617, sans pour autant renoncer à ses critiques contre les Jésuites en général et Lamormaini, l'influent confesseur de Ferdinand II en particulier. Il mourut à Padoue en 1649.

## Œuvres
Scioppius, comme en témoigne la liste de ses écrits, outre la grammaire et la philosophie, possédait de solides connaissances en latin. La Grammatica philosophica (Milan, 1628) est sans doute son chef d’œuvre.
Dans son essai biographique intitulé Life of Sir Henry Wotton Izaak Walton, qui l'appelle « Jasper Scioppius », le décrit comme « un homme à l’esprit intarissable et à la plume empoisonnée ».
Outre les ouvrages déjà cités, il composa :
- De arte critica (1597)
- De Antichristo (1605)
- Pro auctoritate ecclesiæ in decidendis fidei controversiis libellus
- Scaliger hypololymaeus (1607), un libelle acerbe contre Scaliger
- Classicum belli sacri, sive Heldus redivivus, hoc est, ad carolum quintum suasoria de christiani Caesaris erga principes Ecclesia rebelles officio,deque veris compescendorum hareticorum,Ecclesiaeque in pace collocandae, rationibus.  (Tinici 1619), un libelle acerbe contre Charles Quint et les princes catholiques allemands qu'il ne juge pas assez belliqueux vis-à-vis des protestants. Pour ce faire, Scoppius ressuscite et usurpe le personnage de Matthias Held (Matthias von Held dit d'Arlé et von Hagelstein), vice-chancelier de Charles Quint décédé 56 ans plus tôt.
- Paradoxa literaria (1659) (publié avec le pseudonyme de Pascasii Grosippi)

Des libelles contre les jésuites :
- Flagellum Jesuiticum (1632)
- Mysteria patrum jesuitorum (1633)
- Arcana societatis Jesu (1635).

Une liste exhaustive de ses écrits est donnée dans :
- Jean-Pierre Niceron, Mémoires, Paris, 1727–1745.
- Charles Nisard, Les Gladiateurs de la république des lettres, Paris, Michel Lévy, 1860.